# ITF Women's Circuit Tianjin
L'ITF Women's Circuit Tianjin è un torneo professionistico di tennis giocato su campi in cemento. Fa parte dell'ITF Women's Circuit. Si gioca annualmente a Tientsin in Cina dal 2014.

## Albo d'oro

### Singolare
| Anno | Campionessa     | Finalista       | Punteggio              |
| ---- | --------------- | --------------- | ---------------------- |
| 2019 | Wang Xinyu      | Jovana Jakšić   | 6–4, 6–2               |
| 2018 | Liu Fangzhou    | Lu Jingjing     | 3–6, 6–3, 6–3          |
| 2017 | Wang Yafan      | Zhu Lin         | 6–4, 6–2               |
| 2016 | Aryna Sabalenka | Nina Stojanović | 5–7, 6–3, 6–1          |
| 2015 | Duan Yingying   | Wang Qiang      | 4–6, 7–6(2), 3–0, ret. |
| 2014 | Wang Qiang      | Zhu Lin         | 6–3, 6–2               |

### Doppio
| Anno | Campionesse              | Finaliste                     | Punteggio              |
| ---- | ------------------------ | ----------------------------- | ---------------------- |
| 2019 | Jiang Xinyu Tang Qianhui | Wu Meixu Zheng Wushuang       | 7–5, 6–2               |
| 2018 | Feng Shuo Jiang Xinyu    | Chen Jiahui Ye Qiuyu          | 6–4, 6–4               |
| 2017 | Jiang Xinyu Tang Qianhui | Liu Chang Lu Jiajing          | 6–4, 6–1               |
| 2016 | Li Yihong Wang Yan       | Liu Wanting Lu Jingjing       | 1–6, 6–0, [10–4]       |
| 2015 | Liu Wanting Lu Jingjing  | Chen Jiahui You Xiaodi        | 6(4)–7, 7–6(3), [10–4] |
| 2014 | Liu Chang Tian Ran       | Fatma Al-Nabhani Ankita Raina | 6–1, 7–5               |